# Coney Island Baby
Coney Island Baby är ett album av den amerikanska rockmusikern Lou Reed, utgivet i februari 1976. Albumet var hans sista på skivbolaget RCA innan han bytte till Arista Records inför det nästa. Låtarna, som är doo wop-influerade, framförs med ett återhållsamt komp, vilket lämnar stort utrymme åt Reeds röst. 
Albumet nådde 41:a plats på Billboardlistan i USA.

## Låtlista
Samtliga låtar skrivna av Lou Reed.
1. "Crazy Feeling" - 2:58
2. "Charley's Girl" - 2:36
3. "She's My Best Friend" - 6:00
4. "Kicks" - 6:06
5. "A Gift" - 3:47
6. "Ooohhh Baby" - 3:45
7. "Nobody's Business" - 3:41
8. "Coney Island Baby" - 6:36

## Listplaceringar
| Lista (1976)   | Position             |
| -------------- | -------------------- |
| Frankrike      | 12                   |
| Nederländerna  | 4                    |
| Nya Zeeland    | 16                   |
| Storbritannien | 52 (UK Albums Chart) |
| Sverige        | 23 (Topplistan)      |
| USA            | 41 (Billboard 200)   |